# Fushigibana
Fushigibana (フシギバナ), được biết đến với tên tiếng Anh là Venusaur (/ ˈviːnəˌsɔːr /), là một loài Pokémon thuộc hệ Cỏ / Độc trong nhượng quyền Pokémon của Nintendo và Game Freak.  Được tạo bởi Ken Sugimori, Fushigibana lần đầu tiên xuất hiện trong các trò chơi video Pokémon Red và Blue và các phần tiếp theo, sau đó xuất hiện trong nhiều mặt hàng khác nhau, tựa đề spinoff và phim hoạt hình và chuyển thể bản in của nhượng quyền thương mại. Fushigibana có khả năng Tiến Hóa Mega, cho phép nó biến thành Mega Fushigibana. Nó tiến hóa từ Fushigisou và là dạng tiến hóa cuối cùng của Fushigidane.
Fushigibana là linh vật của hai bản game Pokémon Green và LeafGreen, xuất hiện trên bìa game của cả hai.